# Chiesa della Madonna del Giardino a Camparboli
La chiesa della Madonna del Giardino a Camparboli (più propriamente chiesa della Natività della Vergine) è un edificio sacro che si trova in località Camparboli ad Asciano.
L'edificio è di antica fondazione e fu fino al Settecento chiesa plebana affidata alle cure di un eremita; l'edificio, a testimonianza della costante venerazione dell'immagine della Madonna col Bambino, affrescata, probabilmente nel Quattrocento, sull'altare maggiore, ha avuto varie risistemazioni a partire dal XV secolo fino al Seicento, quando si costruirono i tre altari della chiesa che furono forniti di tele, oggi perdute.